# 河内晩柑
河内晩柑（かわちばんかん）とは、柑橘類の一種である。美生柑（みしょうかん）、愛南ゴールド（あいなんゴールド）、宇和ゴールド、ハーブ柑、天草晩柑、ジューシーフルーツ、ジューシーオレンジ、灘オレンジ、夏文旦などとも呼ばれる。

## 概要
河内晩柑は、昭和10年に熊本県飽託郡河内村（現・熊本市西区河内町）で発見された自生種で、ザボン（ブンタン）の血を引いていると考えられていたが、近年のゲノム解析により弓削瓢柑の変種である説が最有力となった。
地名から「河内」と年を越して春を過ぎた夏になって収穫を迎える一番遅い季節の収穫ということから「晩」の柑橘とされ「河内晩柑」と名付けられた。
外観や味から和製グレープフルーツと称される。名称にもあるように晩生であるが、5月に開花してから翌年の8月を過ぎても樹上に実がついたままという特徴がある。また収穫適期が春以降のために越冬する必要があり、冬期も一定以上の気温でほとんど降霜することのない温暖な地域での栽培が適している。そのため、主な生産地は愛媛県の南予地方や九州の南部あたりになる。
特に愛媛県の最南端の愛南町は全国に先駆けて1970年代に産地化が始まっており、その生産量は日本の約７割を占めるという日本一の産地である。最も早くからのブランド名である「美生柑（みしょうかん）」は愛南町の前身の一つである御荘町（みしょうちょう）に由来する。また、平成の大合併で誕生した愛南町では2007年から「愛南ゴールド」というブランド名を商標登録して広報している。
日本における収穫量は、2005年が7,078 トン、2010年が8,822 トン、2020年は11,203トンとその生産量は増大を続けている。その主な内訳は愛媛県が約73%、熊本県約23%である。

## 特徴
国産柑橘の端境期である4月～8月に旬を迎える晩成の柑橘であり、収穫時期が２月～８月ごろ、出荷時期が3月～8月ごろと、日本の他の果樹やすべての果菜類を含めても極端に長い。この稀有な特性により、春以降の国産柑橘が品薄になる時期に店頭に並ぶ露地栽培の柑橘として認知度が上がってきている。
　２月～３月ごろはまだ酸味が強すぎることが多いことから、貯蔵をし減酸を待ってから出荷をする生産者や組合もある。それ以降に収穫されたものはそのまま速やかに出荷される。
　春から夏にかけて糖度、酸度、果汁量は緩やかに低下し、シャキっとした食感に変わっていく。この変遷は暑い時期に適した食味・食感だとして受け入れられている。
　春以降も樹上で結実させている場合は、これから収穫する果実のとなりで花が咲いたり、小さな緑の幼果が同居するという、果樹にしては珍しい状態になる。この発芽～開花以降の時期に農薬散布をすると収穫前の果実にもかかってしまうため、この時期に使用できる農薬はかなり制限される。そのため特に梅雨時期以後は見た目が悪いものが多くなっていく。また、「回青（かいせい）」現象といい、この時期まで樹上で成らせた果実はやや青く色が変わることがあるが、植物の生理上の状態としては健全な反応なので問題はない。
栽培上の大きな問題として、11月以降に気温が下がってくると「後期生理落果」と呼ばれる症状が発生し、へたの部分から外れて地面に落ちてしまう。急激な気温低下や過度の乾燥、強風などが重なると果実がほとんど落ちてしまうケースも発生する。落果したものは商品価値が無くなるのでそれを防ぐための植物成長調整剤などを散布するのが一般的であるが、このために河内晩柑は無農薬栽培が難しい品種とされている。
柑橘類の中ではかなりの大木になる品種であり、放任するとすぐに徒長する傾向にある。
特筆すべき事項としてオーラプテンが他の柑橘類と比較して大量に含まれているということが挙げられる。この成分は脳の認知機能の維持が期待できる成分として近年注目されている。